# Regimiento de Caballería «Almansa»

Emblema histórico del desaparecido Regimiento de Caballería "Almansa" bajo diversas denominaciones (Ejército de Tierra Español).

El Regimiento de Caballería «Almansa» –Las Lises triunfantes, el León en Almansa– fue un regimiento de Dragones y, posteriormente, de Caballería de los ejércitos españoles. Hoy en día preserva su nombre el Grupo de Caballería Acorazado «Almansa» II/10 de la Brigada «Guzmán el Bueno» X.

## Historial

Escudo del desaparecido Regimiento de Caballería Ligero Acorazado "Almansa" n.º 5.

El 12 de enero de 1676 fue creado en Flandes el Tercio de Dragones de Hartman, bajo el mando del coronel Hartman.

### Regimiento de Dragones de Valanzart
En 1684 recibe el nombre de su nuevo coronel, Valanzart. En 1701 los Tercios de Dragones pasan a formar regimientos, pasando a llamarse Regimiento de Dragones de Valanzart.

### Regimiento de Dragones de Batavia n.º 6
En 1718 los regimientos toman nombre fijo, en lugar del correspondiente al nombre de su comandante, pasando a denominarse Regimiento de Dragones de Batavia n.º 6.

### Regimiento de Dragones de Almansa
En la reorganización de los regimientos de dragones de 1765 toma el nombre de Regimiento de Dragones de Almansa n,º 3.

### Guerra de la Independencia

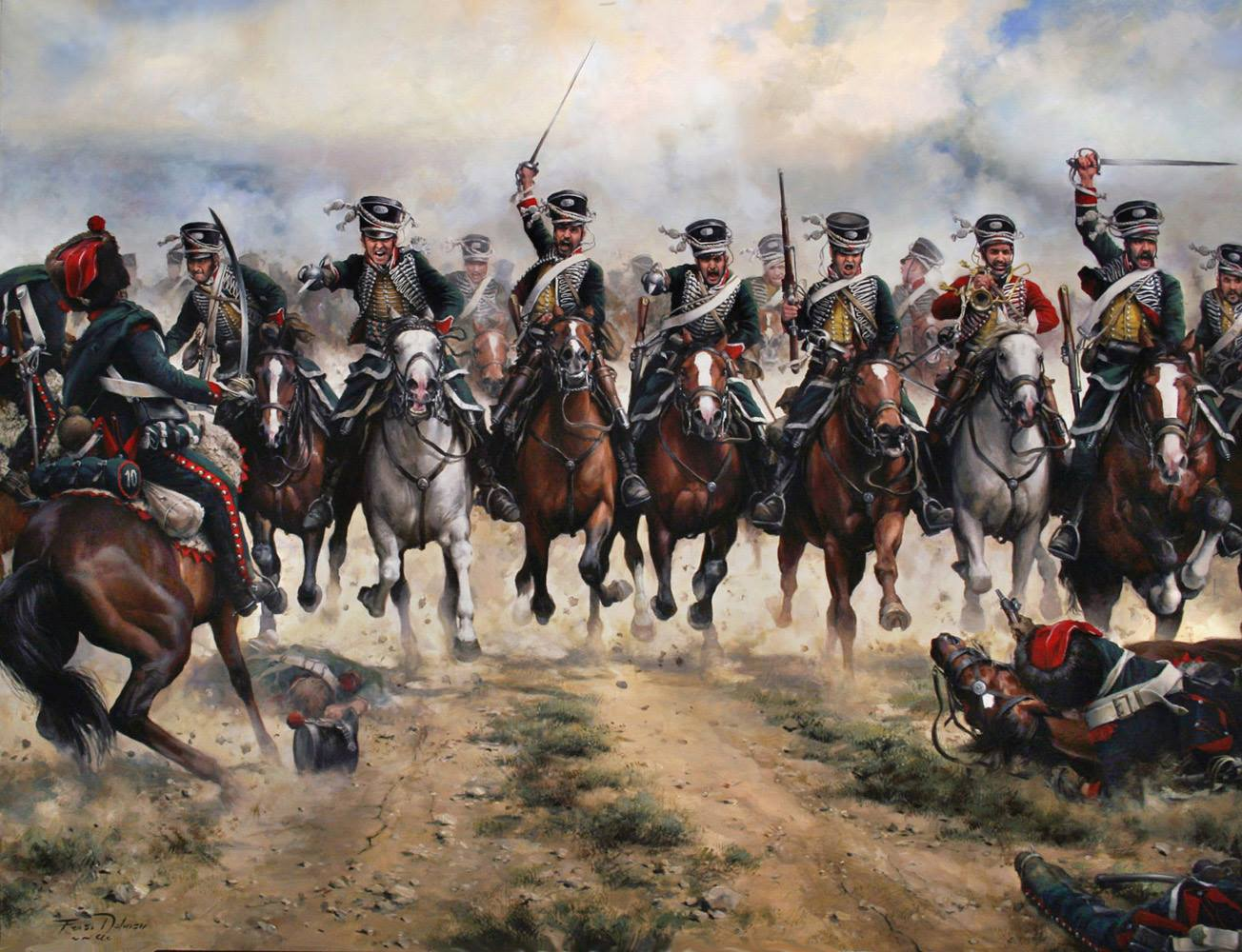
Carga de los Dragones de Almansa 1809.

En el año 1808 se denominaba Regimiento de Almansa, 3.º de Dragones, estando formado por 35 jefes y oficiales, 598 de tropa y 479 caballos. Estaba destinado en la División del Norte al mando del marqués de La Romana. Tras su fuga de Dinamarca se incorporó primero al Ejército de Galicia y posteriormente al de Extremadura.

### Segunda República
En 1931 el Regimiento de Cazadores de Alfonso XIII y el Regimiento de Cazadores Almansa n.º 6 se integran en el Regimiento de Cazadores n.º 6, que en 1935 toma la denominación de Numancia.

### Actualidad

Escudo del Grupo de Caballería Acorazado "Almansa" II/10, activo en la actualidad.

El 18 de abril de 1940 pasa a llamarse Regimiento Mecanizado n.º 5 y en 1944 Regimiento de Dragones de Almansa n.º 5', recogiendo también el historial del Regimiento de Caballería Alfonso XIII.
Como Regimiento de Caballería Acorazado Almansa n.º 5 pasa a formar parte de las Fuerzas de Intervención Inmediata (FII), fruto de la Reorganización del Ejército de Tierra de 1965, cuando se crea una Gran Unidad de Caballería para Cuerpo de Ejército, denominada Brigada de Caballería «Jarama» I (1965-2002), a partir de la antigua División de Caballería Jarama y de la División de Infantería Oviedo n.º 71.
El 27 de enero de 1966, la Unidad se trasladó desde Aranjuez al Acuartelamiento San Marcelo en la ciudad de León. Se trataba de una unidad totalmente motorizada y acorazada, habiendo desaparecido de su organización los escuadrones a caballo.
En 1988, con la puesta en funcionamiento del Plan de Modernización del Ejército de Tierra cambió la organización y denominación del Regimiento, pasando a ser el Regimiento de Caballería Ligero Acorazado Almansa n.º  5. El Escuadrón de Carros (dotados del M-47) y el Grupo Mecanizado (equipados con el TOA M113) estaban ubicados en el destacamento Coronel Cebollino, situado en la base de El Ferral del Bernesga.
Ubicado en la ciudad de Valladolid, en el acuartelamiento San Isidro, estaba equipado con carros M-48A5E2, aunque fue desactivado y sus carros en disposición ALD - almacenaje larga duración. Se estructuraba en dos Grupos:
- Caballería Ligera Acorazada Cazadores de Alfonso XIII I/5
- Caballería Mecanizada Batavía II/5.

La unidad se reactivó en el año 2015, en el marco de la transformación de la estructura del Ejército de Tierra centrada en la creación de brigadas orgánicas polivalentes, como Grupo de Caballería Acorazado «Almansa» II/10, quedando adscrito a la Brigada «Guzmán el Bueno» X y acuartelado en Cerro Muriano (Córdoba).